# مرگ ایوان ایلیچ
مرگ ایوان ایلیچ (به روسی: Смерть Ивана Ильича) نام رمانی به زبان روسی نوشتهٔ لئو تولستوی، نویسندهٔ اهل روسیه در سال ۱۸۸۶ (میلادی) است. این رمان به زبان روسی نوشته شده‌است و داستان آن در روسیهٔ سده ۱۹ میلادی اتفاق می‌افتد.

## داستان
ایوان ایلیچ، شخصیت اصلی داستان تولستوی، شخصی موفق در زندگی روزمره و کاری است، ولی در زندگی شخصی دچار مشکلاتی می‌شود که تا حدی ناشی از موفقیت‌های ظاهری وی در عرصه کاری است. او بنا به دلایلی که در کتاب ذکر شده، دچار یک بیماری سخت‌درمان می‌شود. تولستوی در این کتاب از تمام قدرت خود برای به تصویر کشیدن روحیات و احساسات یک بیمار سخت‌درمان استفاده می‌کند. او واکنش‌های روانی ناشی از آگاهی از بیماری تا لحظهٔ خاموشی یا مرگ را در پنج مرحله تقسیم می‌کند. این مراحل پنج‌گانه عبارتند از:  
۱- عدم پذیرش یا انکار  
۲- خشم  
۳- معامله  
۴- افسردگی  
۵- پذیرش  
توضیح مختصری از هر مرحله به شرح زیر است:  
- مرحلهٔ انکار: این مرحله تنها به رویارویی اولیه با بیماری محدود نمی‌شود؛ بلکه از حرف‌های پزشک معالج نیز تأثیر می‌پذیرد. بیمار با انکار، سعی در یافتن تسکین یا درمان موقت دارد.
- مرحلهٔ خشم: در این مرحله، بیمار دیگران را مقصر بیماری خود می‌داند؛ در داستان، ایوان ایلیچ ناراحتی خود را با آزار همسر و دیگر اطرافیان ابراز می‌کند و گمان می‌کند که شاید با بیمار شدن، دیگران سالم بمانند.
- مرحلهٔ معامله: کوتاه‌ترین مرحله از پنج‌گانه است؛ بیمار با گفتن عباراتی مانند: «ای خدا اگر فقط یک سال به من مهلت بدهی قول می‌دهم که مسیحی بشوم»، سعی در به تأخیر انداختن زمان مرگ دارد.
- مرحلهٔ افسردگی: در این مرحله بیمار به از دست رفتن فرصت‌ها و لحظات زندگی می‌اندیشد؛ نیاز به تنهایی و تاریکی دارد تا بتواند با واقعیت روبه‌رو شود.
- مرحلهٔ پذیرش: آخرین مرحله است که در آن بیمار، پس از فروکش کردن احساسات، به مرگ و پایان زندگی به عنوان یک واقعیت غیرقابل اجتناب تسلیم می‌شود؛ سکوت و نگاهی سنگین، معانی عمیقی را منتقل می‌کند.
- همچنین، تفسیر کامل و جامعی از این اثر در کتاب «تولستوی و مرگ» به قلم گری جان و ترجمه ایرج کریمی، به سال ۱۳۹۷ توسط نشر دف به چاپ رسیده‌است.[۳]

علاوه بر بررسی مراحل روانی بیماری، تولستوی در «مرگ ایوان ایلیچ» نقدی جامع بر ساختارهای اجتماعی و ارزش‌های سطحی جامعهٔ آن زمان ارائه می‌دهد. در این اثر، فرآیند مرگ نه تنها به عنوان پایان یک زندگی، بلکه به عنوان نقطه‌ای برای تحول درونی انسان تلقی می‌شود. نویسنده با به چالش کشیدن آیین‌ها و چارچوب‌های اخلاقی رایج، خواننده را به تفکر در باب معنای واقعی زندگی و مرگ وا می‌دارد.
از منظر فلسفی، این رمان به بررسی مفاهیمی چون فناپذیری، بیگانگی و جستجوی معنا در مواجهه با مرگ می‌پردازد. نگرش تولستوی به مرگ و پایان زندگی، به شکلی عمیق ابعاد روانشناختی و وجودی انسان را مورد تامل قرار می‌دهد. این دیدگاه چندلایه باعث شده است که «مرگ ایوان ایلیچ» به عنوان یکی از آثار برجستهٔ ادبیات فلسفی و وجودگرایانه مورد توجه قرار گیرد.
تأثیر این اثر نه تنها در ادبیات روسیه، بلکه در سطح جهانی نیز مشهود است. بسیاری از نویسندگان و فیلسوفان معاصر به بررسی و بازنگری در ابعاد اخلاقی و روانشناختی آن پرداخته‌اند. مطالعات و نقدهای متعدد نشان می‌دهد که این رمان، با ترسیم دقیق و رئالیستی از تجربیات انسانی در مواجهه با مرگ، الگویی برای تفکر در باب ارزش‌های انسانی و معنویت ارائه می‌دهد.